# Blackie (Gitarre)

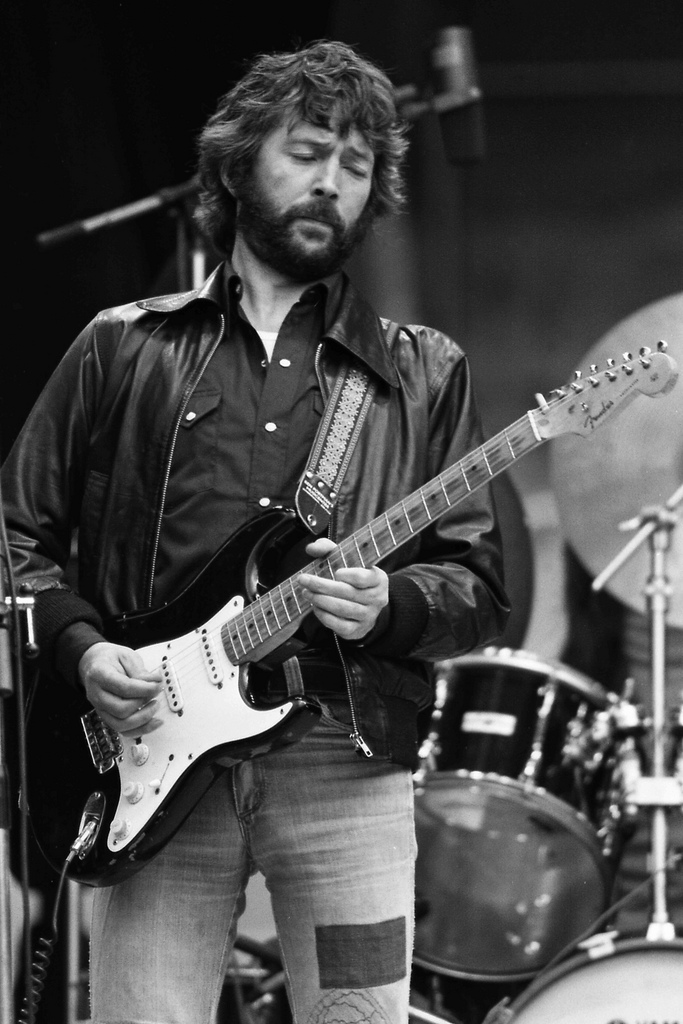
Clapton mit Blackie, Rotterdam, Niederlande 1978

Blackie ist der Spitzname einer individuellen E-Gitarre, die Anfang der 1970er-Jahre vom englischen Gitarristen Eric Clapton aus den Teilen von drei verschiedenen Einzelinstrumenten des E-Gitarren-Modells Fender Stratocaster zusammengesetzt wurde.

## Geschichte
Im Jahr 1970 kaufte Clapton bei einem Besuch in den Vereinigten Staaten sechs Stratocaster-E-Gitarren für 100 US-Dollar pro Stück im Sho-Bud Guitar Shop in Nashville (Tennessee). Er nahm diese Instrumente mit zurück nach England und schenkte jeweils eines davon den Gitarristen Steve Winwood, George Harrison und Pete Townshend. Aus den restlichen drei Gitarren baute er sich mit deren besten Teilen „Blackie“ zusammen. Der Spitzname der Gitarre bezieht sich auf deren schwarzlackierten Korpus. Ab diesem Zeitpunkt begleitete „Blackie“ Clapton bei Bühnenauftritten und Tonstudio-Aufnahmen bis ins Jahr 1987.
Am 24. Juni 2004 trennte sich Clapton von „Blackie“, als diese zu Gunsten seines Crossroads Rehab Centers auf der Antillen-Insel Antigua (ein Rehabilitationszentrum für Alkohol- und Drogensüchtige) für 959.500 US-$ durch das Auktionshaus Christie’s versteigert wurde. „Blackie“ erzielte damals den Rekordpreis für eine Gitarre, der zuvor ebenfalls von einer Clapton-Gitarre gehalten wurde („Brownie“). 2006 wurde die Reach Out To Asia, eine weiße Fender Stratocaster, mit Unterschriften verschiedener Musiklegenden für 2,8 Millionen US-$ im Rahmen einer Benefizveranstaltung für die Opfer des Erdbebens im Indischen Ozean 2004 versteigert.
Im Jahr 2006 wurde „Blackie“ vom US-Musikinstrumentenhersteller Fender in dessen Custom-Shop-Serie in einer limitierten Auflage nach aktuellen Maßstäben nachgebaut. Es wurden nur 275 Stück dieser Replik des Instruments produziert. Der empfohlene Verkaufspreis lag bei 24.000 US-$. Eric Clapton testete den Prototyp dieser Gitarre auf seinem Konzert am 17. Mai 2006 in der Royal Albert Hall in London.